# The In Sound from Way Out!
Albums de Beastie Boys
Ill Communication
(1994) Hello Nasty
(1998)
The In Sound From Way Out! est une compilation instrumentale des Beastie Boys, sortie le 2 avril 1996.
L'album s'est classé 45e au Top R&B/Hip-Hop Albums.

## Liste des titres
| No  | Titre              | Durée |
| --- | ------------------ | ----- |
| 1.  | Groove Holmes      | 2:33  |
| 2.  | Sabrosa            | 3:30  |
| 3.  | Namasté            | 3:59  |
| 4.  | Pow                | 2:13  |
| 5.  | Son of Neckbone    | 3:22  |
| 6.  | In 3's             | 2:22  |
| 7.  | Eugene's Lament    | 2:13  |
| 8.  | Bobo on the Corner | 1:13  |
| 9.  | Shambala           | 3:15  |
| 10. | Lighten Up         | 2:46  |
| 11. | Ricky's Theme      | 3:44  |
| 12. | Transitions        | 2:32  |
| 13. | Drinkin' Wine      | 4:40  |

| 14. | Get It Together (Buck Wild Inst)    | 4:19 |
| 15. | Get It Together (A.B.A. Inst)       | 3:53 |
| 16. | Sure Shot (European B-Boy Mix Inst) | 3:03 |
| 17. | Sure Shot (Large Professor Inst)    | 3:03 |